# Nitschkia cupularis
Nitschkia cupularis är en svampart som först beskrevs av Christiaan Hendrik Persoon, och fick sitt nu gällande namn av Petter Adolf Karsten 1873. Nitschkia cupularis ingår i släktet Nitschkia och familjen Nitschkiaceae.  Arten är reproducerande i Sverige. Inga underarter finns listade i Catalogue of Life.